# La boda de Landshut
La Boda de Landshut (en alemán Landshuter Hochzeit) es un festejo histórico que es representado cada cuatro años en verano en Landshut.

## Historia
El festejo es celebrado en recuerdo a la boda que tuvo lugar en el año 1475 en Landshut de Jorge el Rico, duque de Baviera con Eduviges Jagellón, hija del rey polaco Casimiro IV Jagellón. La boda tuvo un significado político muy importante, ya que en la unión de ambos contrayentes se veía una alianza contra el poder de los turcos otomanos.
En el año de 1474 se adelantaron las conversaciones de ambas casas reales y las nupcias fueron negociadas a través de las embajadas en Cracovia. En aquel entonces las nupcias entre nobles eran pocas veces matrimonios por amor, sino que la mayormente eran motivadas por vínculos políticos. El viaje de la novia Eduviges de 18 años comenzó en el otoño del año siguiente. Este viaje duró 2 meses y continuó por la red de caminos a través de Berlín, Wittenberg y Núremberg, que en aquel entonces no estaba muy bien construida, antes de que Eduviges entrara en Landshut con su padrino de boda Otto II. von Neumarkt. Aquí fue recibida muy cordialmente por los príncipes y obispos recién llegados. El príncipe elector de Brandeburgo, Alberto III Aquiles, comparó la boda con un destino divino como fruto de la cristiandad y el imperio.
La pareja fue desposada por el Arzobispo salzburgués Bernhard von Rohr en la ciudad donde tenía dominio la iglesia parroquial de San Martín. A continuación siguió el desfile nupcial a través del centro histórico hasta el ayuntamiento. Ahí escoltó el emperador Federico III de Habsburgo a la novia hasta el baile nupcial. Se relataba que hubo decenas de miles de invitados que estuvieron presentes, bebieron, bailaron y se entretuvieron con los torneos de caballeros en el acontecimiento.
Las laboriosas festividades de varios días fueron anotadas con mucho detalle por los cronistas. En una época en que se despertaba el patriotismo en el Imperio Alemán, el salón de festejos del Ayuntamiento de Landshut fue renovado en 1880; artistas muniqueses pintaron las paredes con escenas de la Boda de Landshut de 1475. Estos motivos agradaron a los ciudadanos y les dieron la idea de reproducir el suceso histórico. Con este fin se fundó la Asociación registrada de Promotores (en alemán Die Förderer e. V.), la cual representó el desfile nupcial un año más tarde por primera vez públicamente.

## La festividad histórica actualmente
Después de que la boda fuera representada por primera vez por 145 colaboradores, el desfile ha madurado hasta ahora como recreación histórica en la cual se incorpora una gran parte de la ciudadanía. Otrora anualmente, hoy en día se escenifica el laborioso evento cada cuatro años. Entre tanto, más de 2000 colaboradores toman parte en los más distintos estados de la sociedad con trajes históricos.
El apogeo es el domingo, el cual atrae por el desfile y la celebración nupciales a través del centro histórico de Landshut. Otros eventos muestran la vida del campo, los torneos de jinetes y caballeros o las mascaradas (en alemán Mummenschanz). Las festividades son organizadas hasta ahora por la Asociación registrada de Promotores, la cual entretanto cuenta con casi 7000 miembros. Alrededor de 2300 intérpretes son ciudadanos de Landshut, a los cuales les causa alegría recrear La Boda en auténticos trajes históricos - por ejemplo, forma parte de la tradición de los intérpretes masculinos y femeninos dejarse crecer el cabello hasta el evento como modelo medieval.

## Galería de imágenes

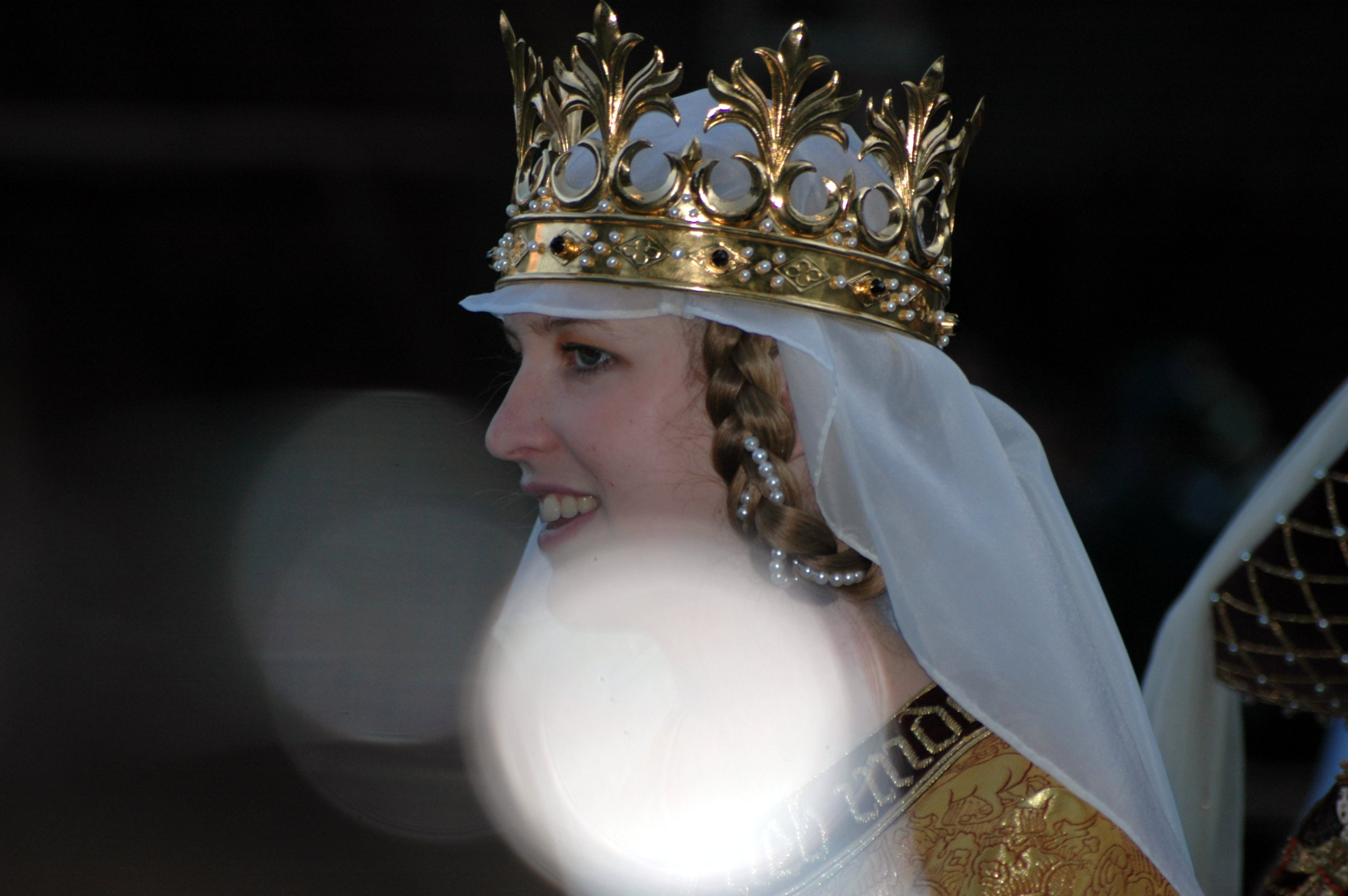
Novia
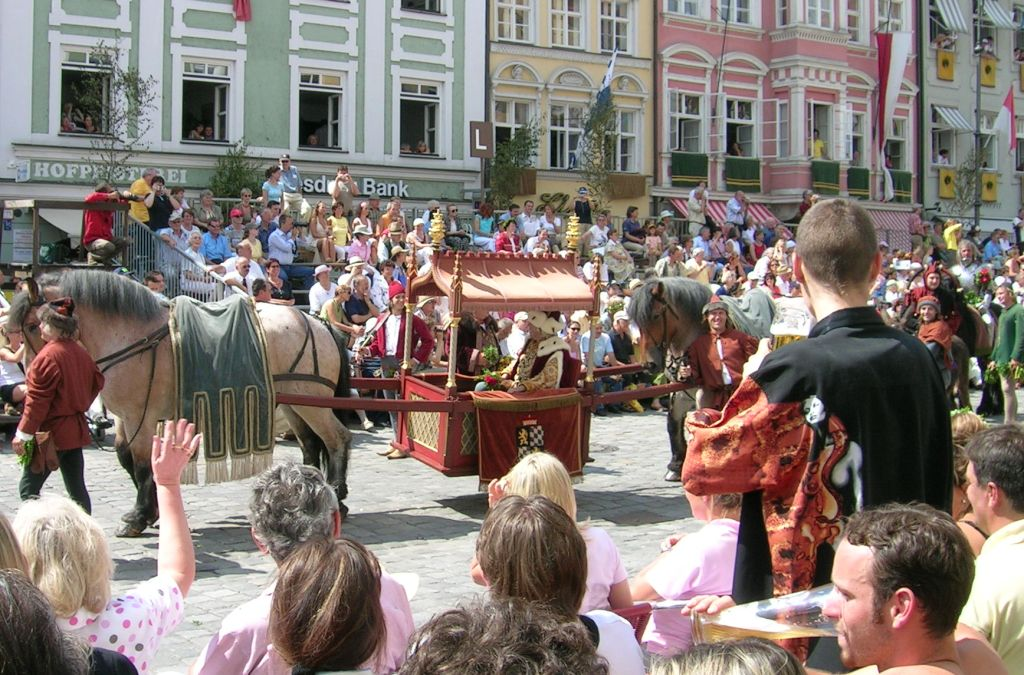
Luis el Rico, padre del novio y organizador de la boda en una litera
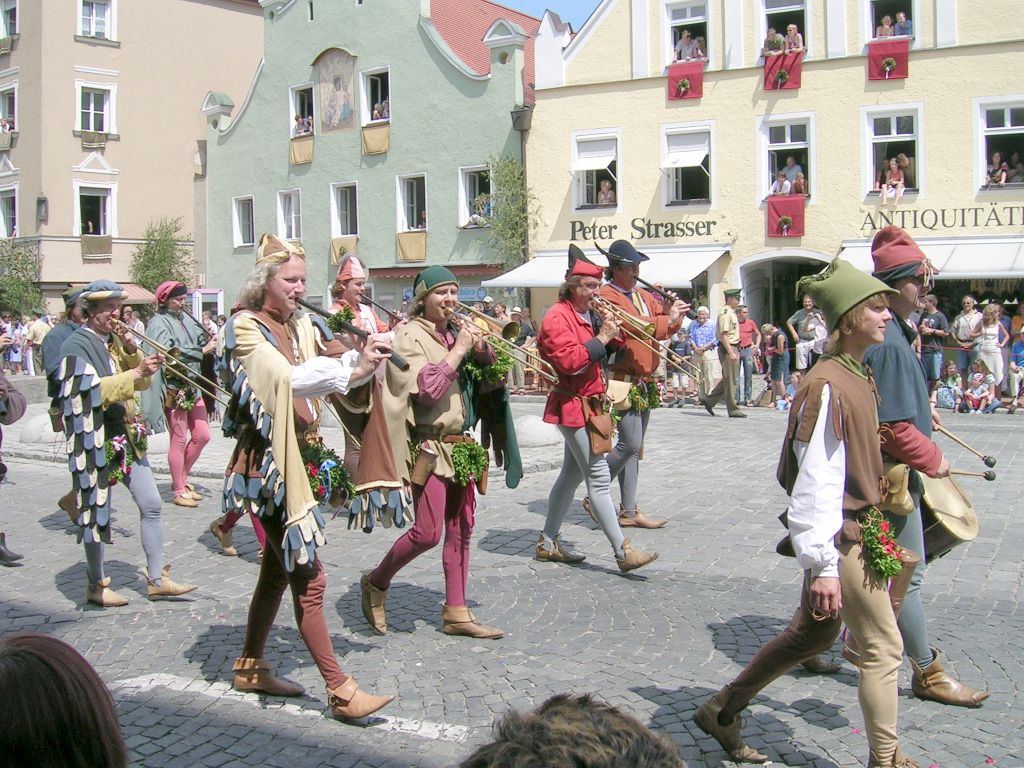
Músicos con instrumentos históricos
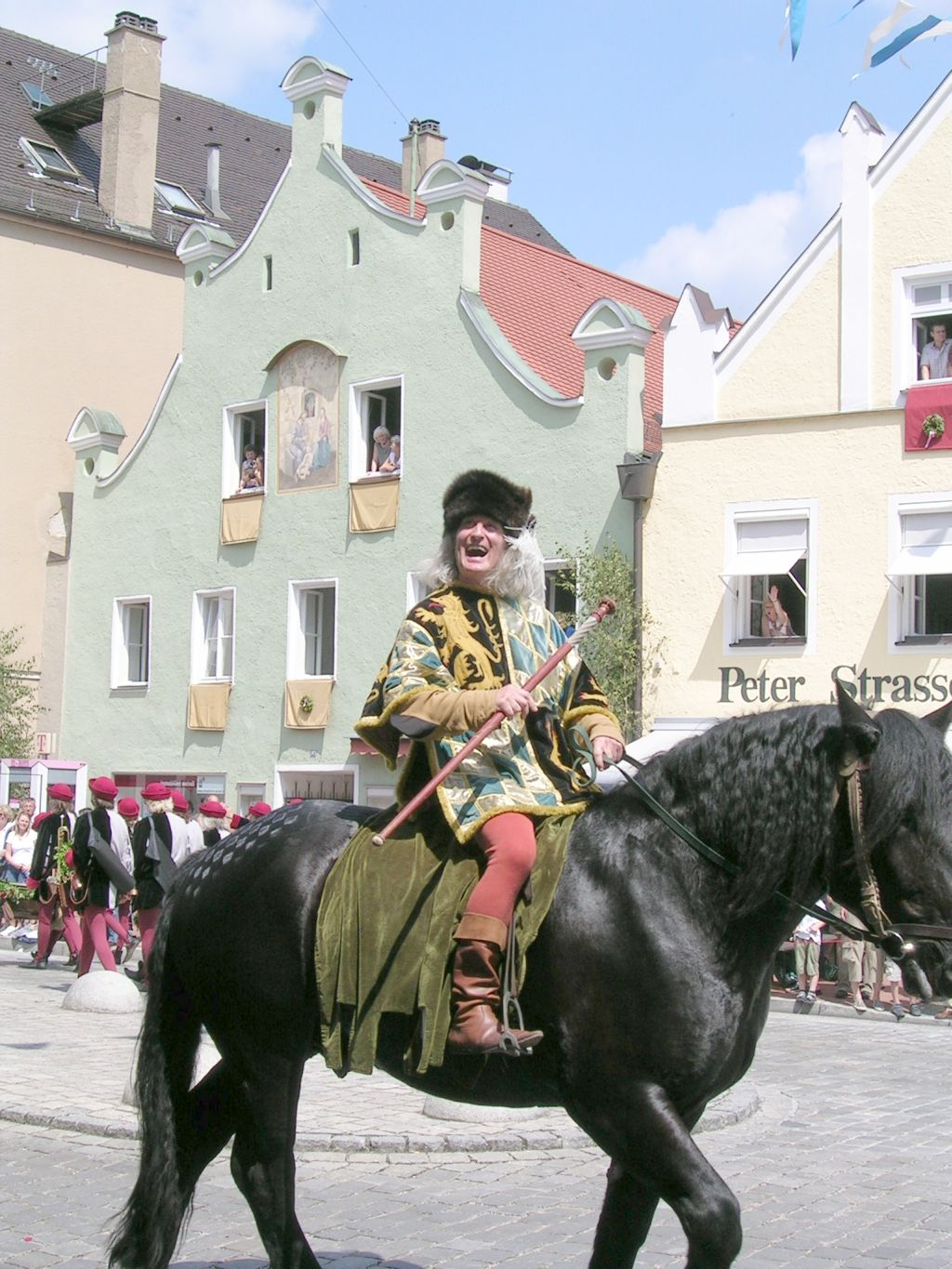
Heraldo a caballo
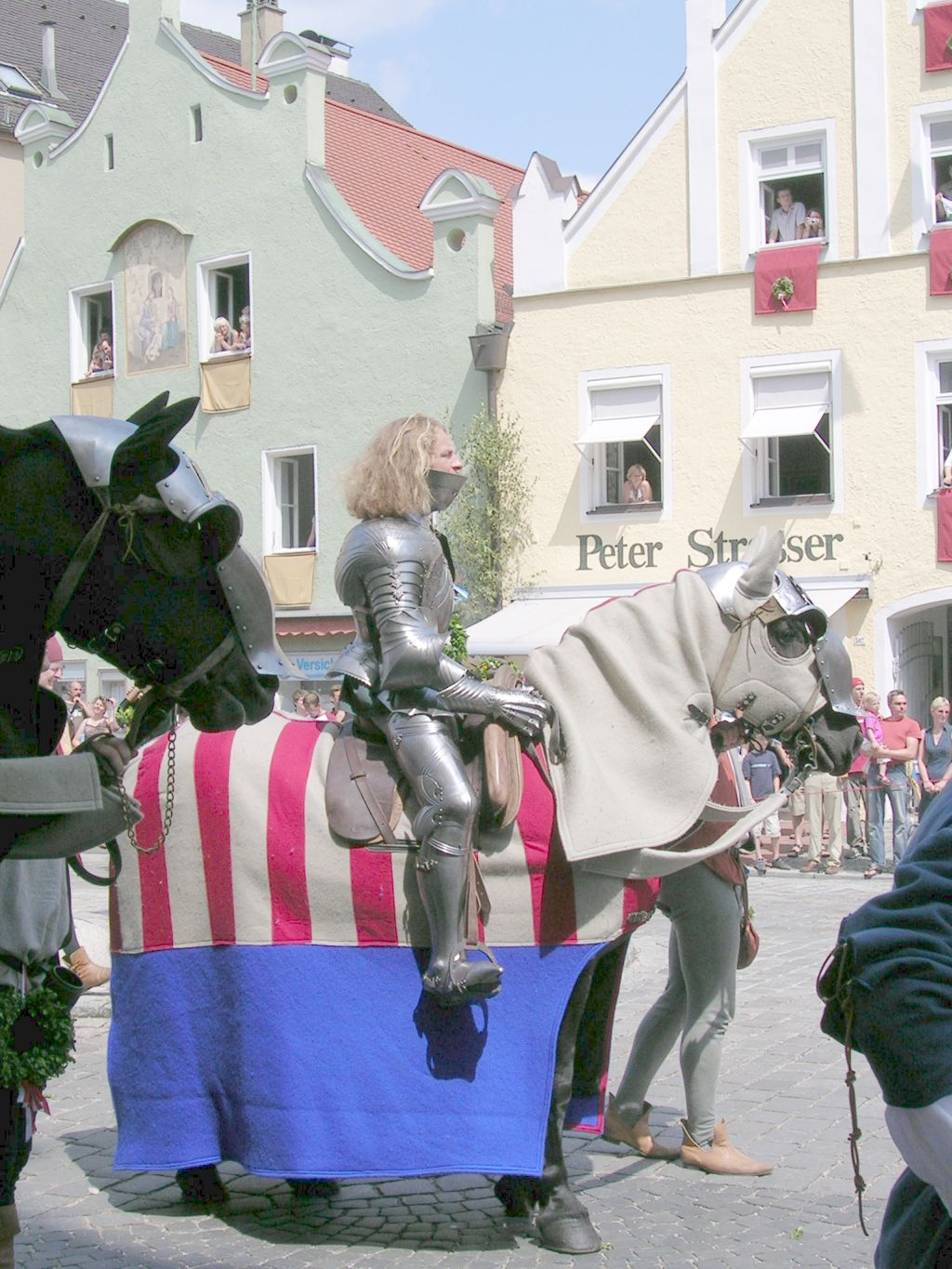
Caballero con armadura
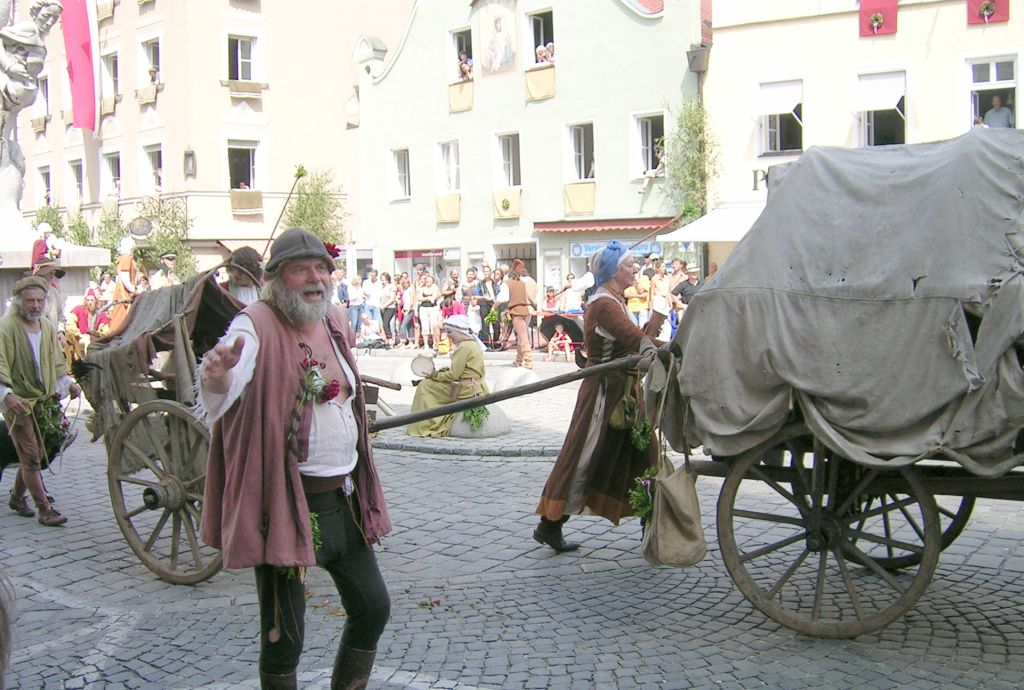
Gitano
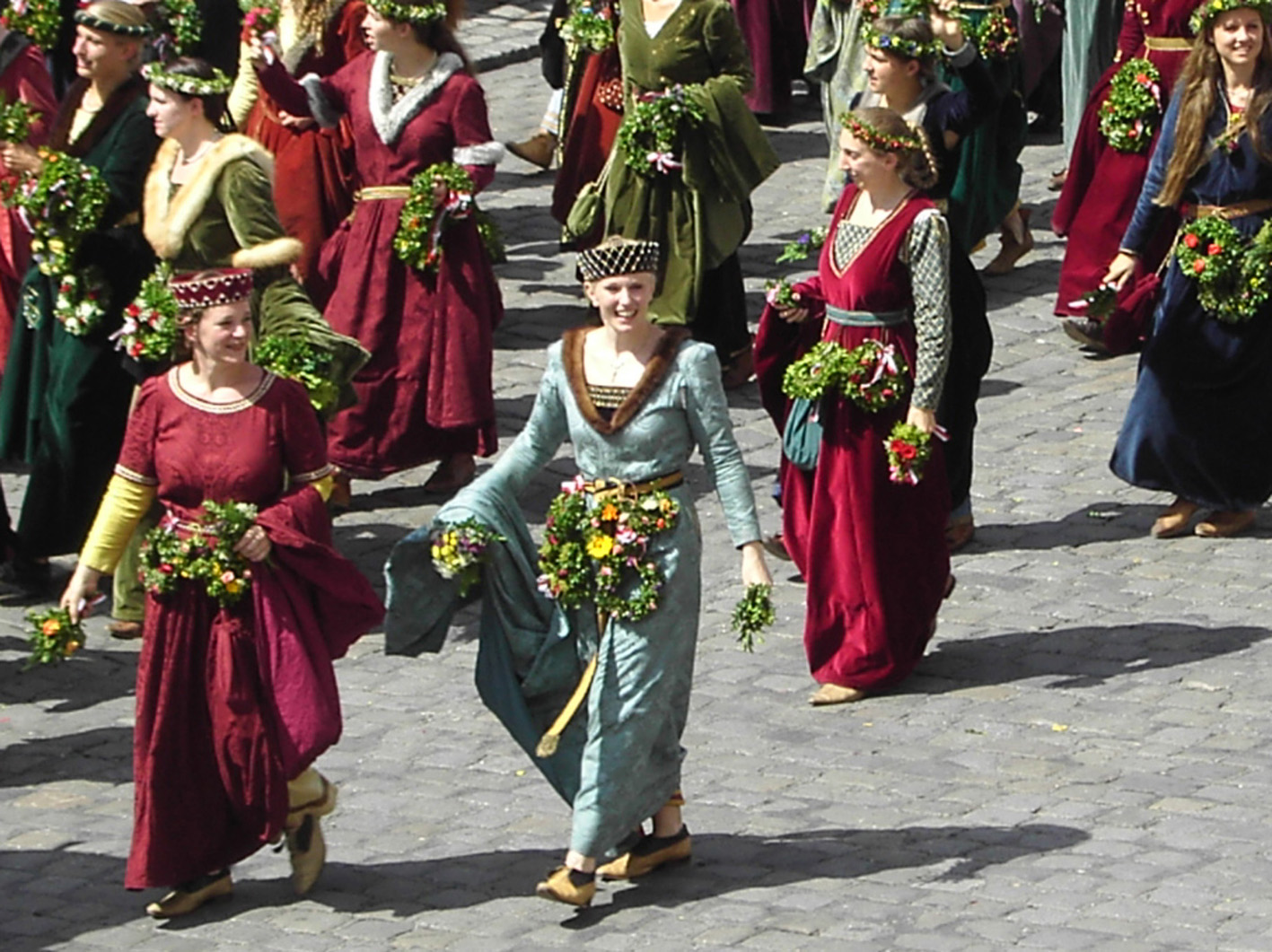
Damas de la nobleza
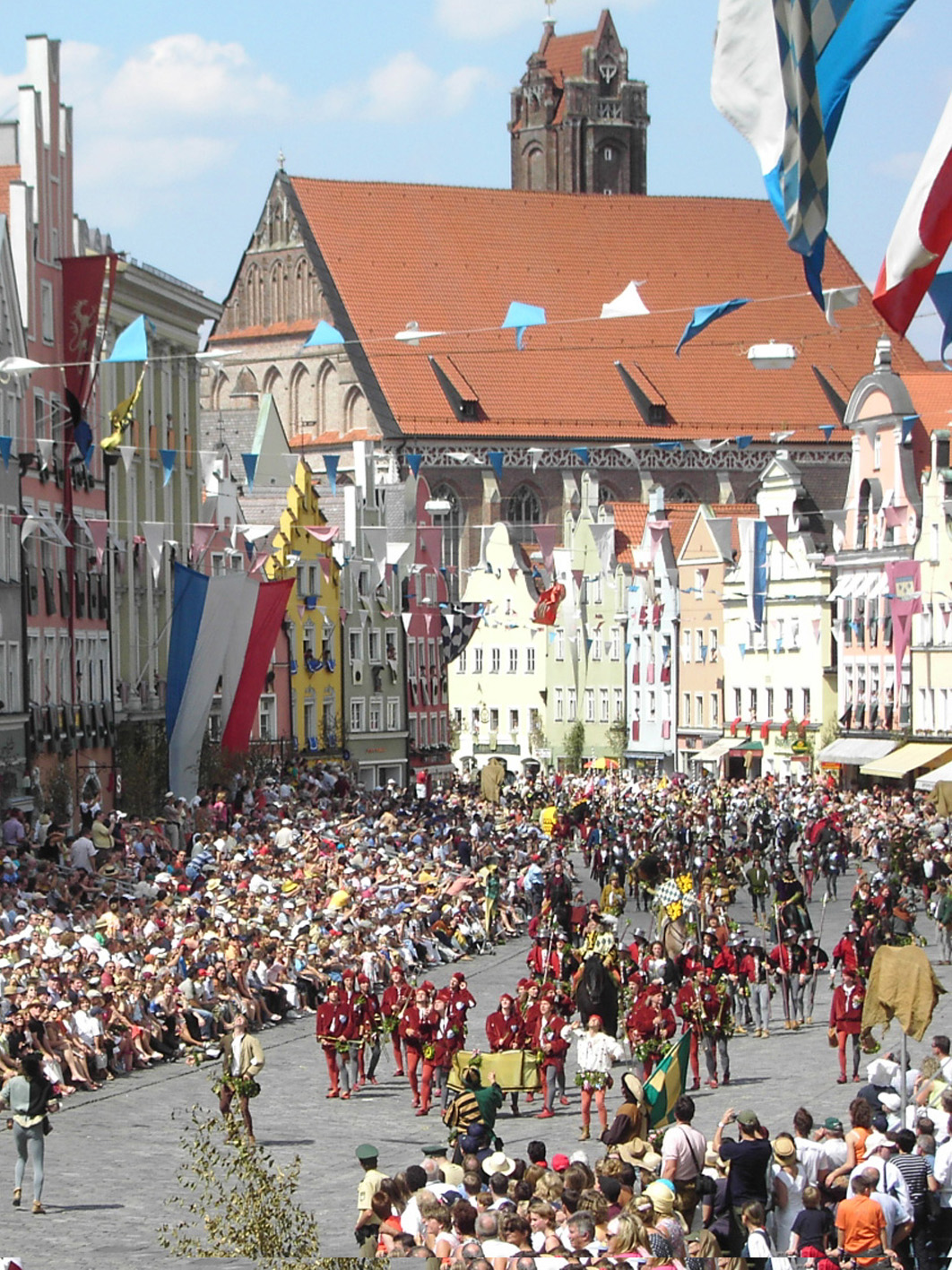
Desfile
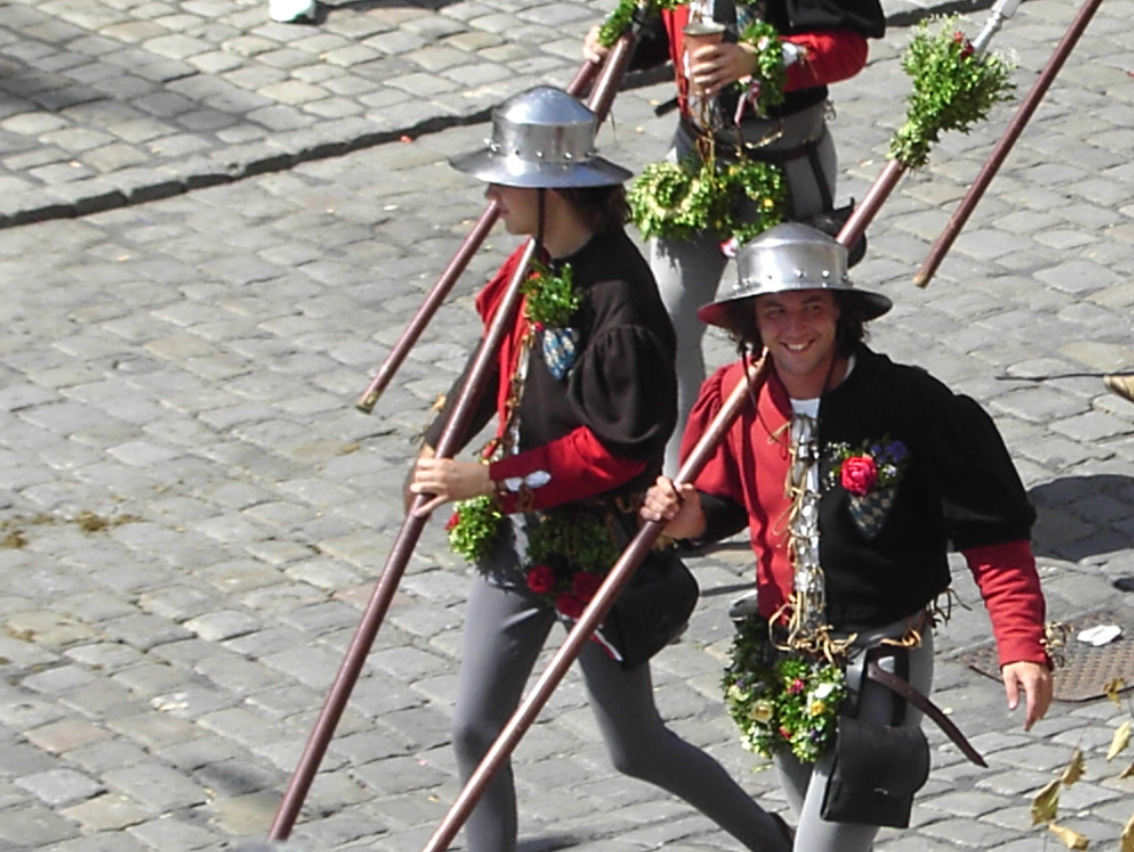
Guardias ducales, reconocibles por el escudo de armas de la Casa de Wittelsbach
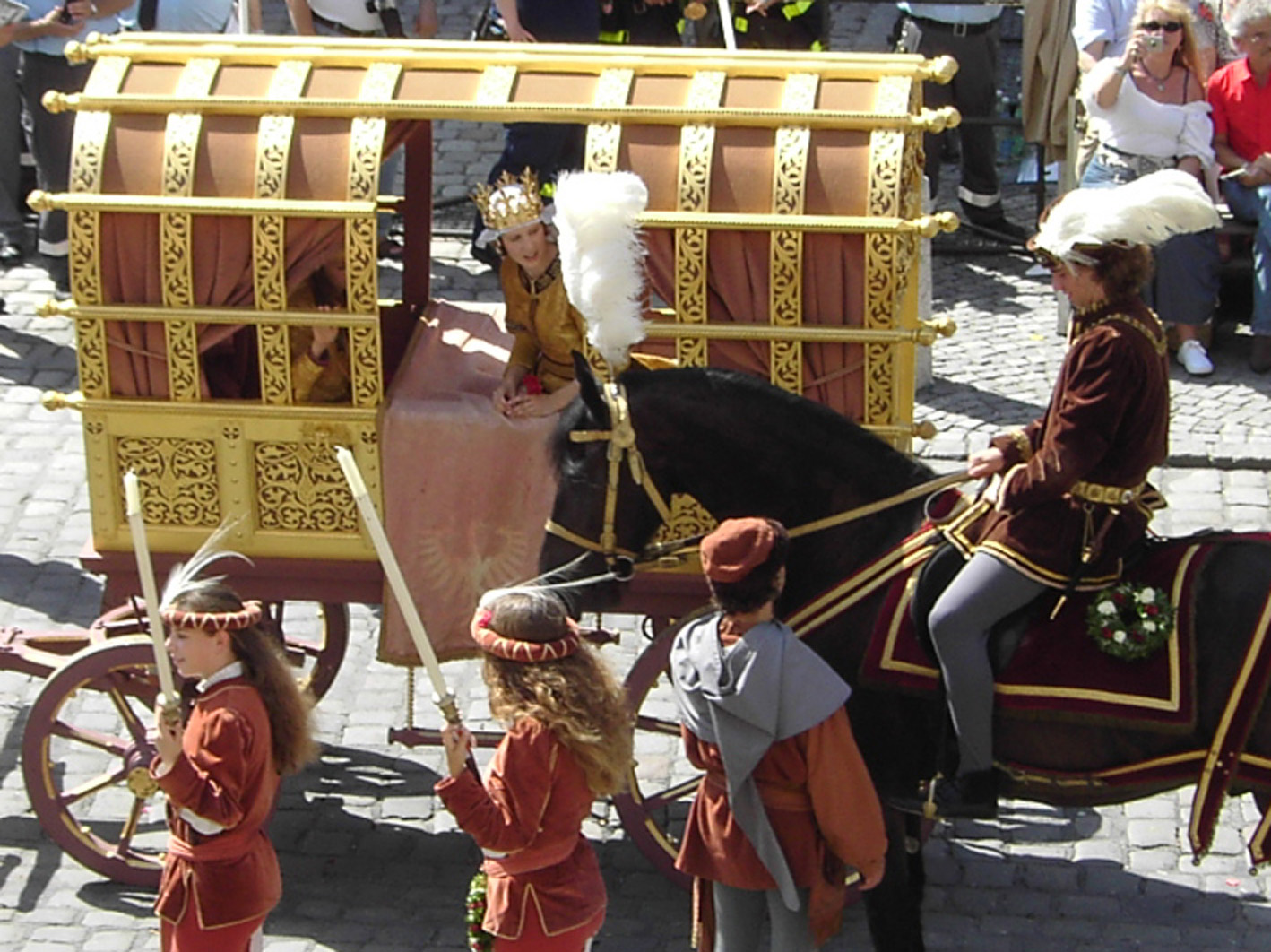
Carruaje de la novia
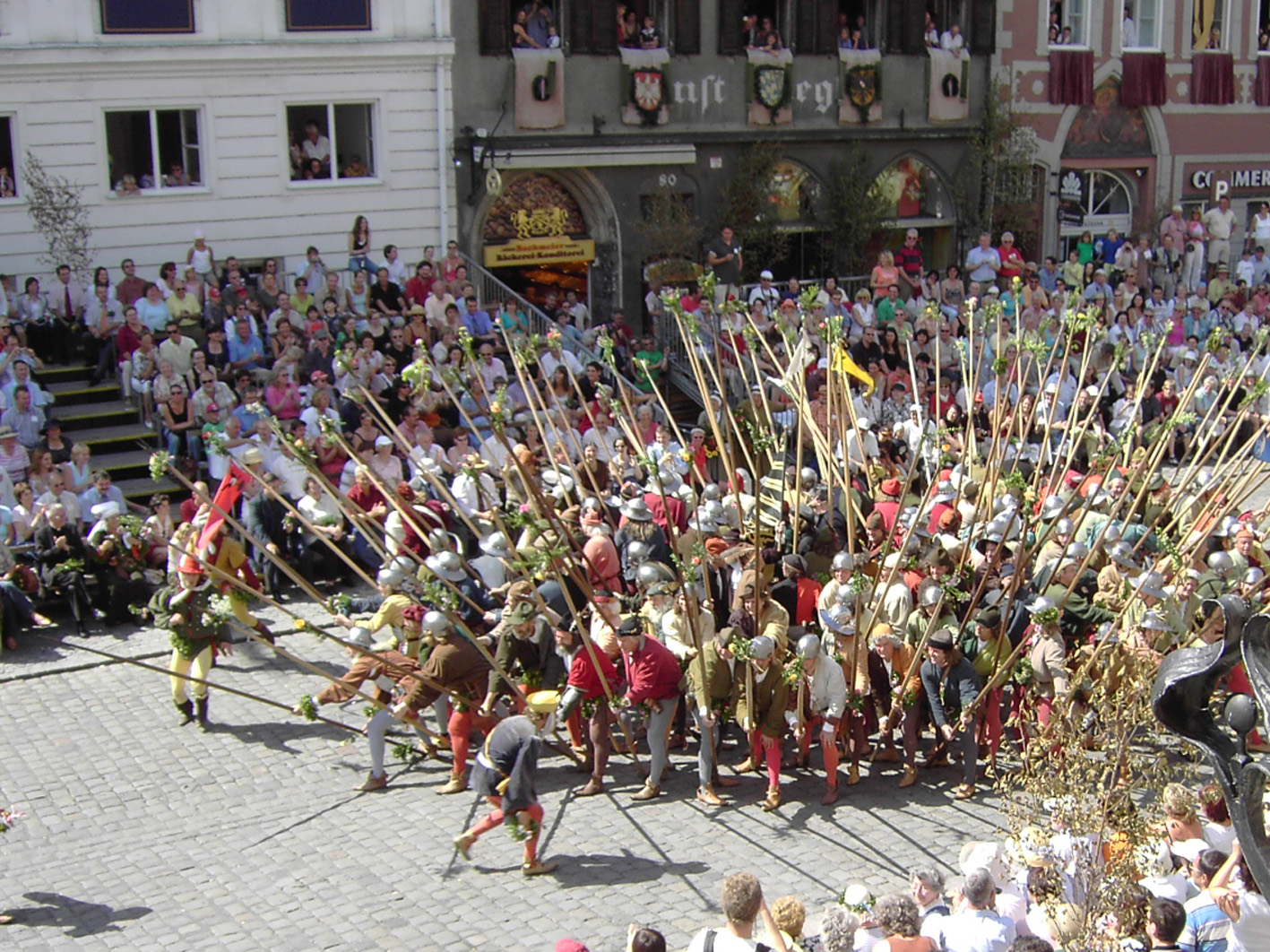
Lansquenetes formando un erizo de picas
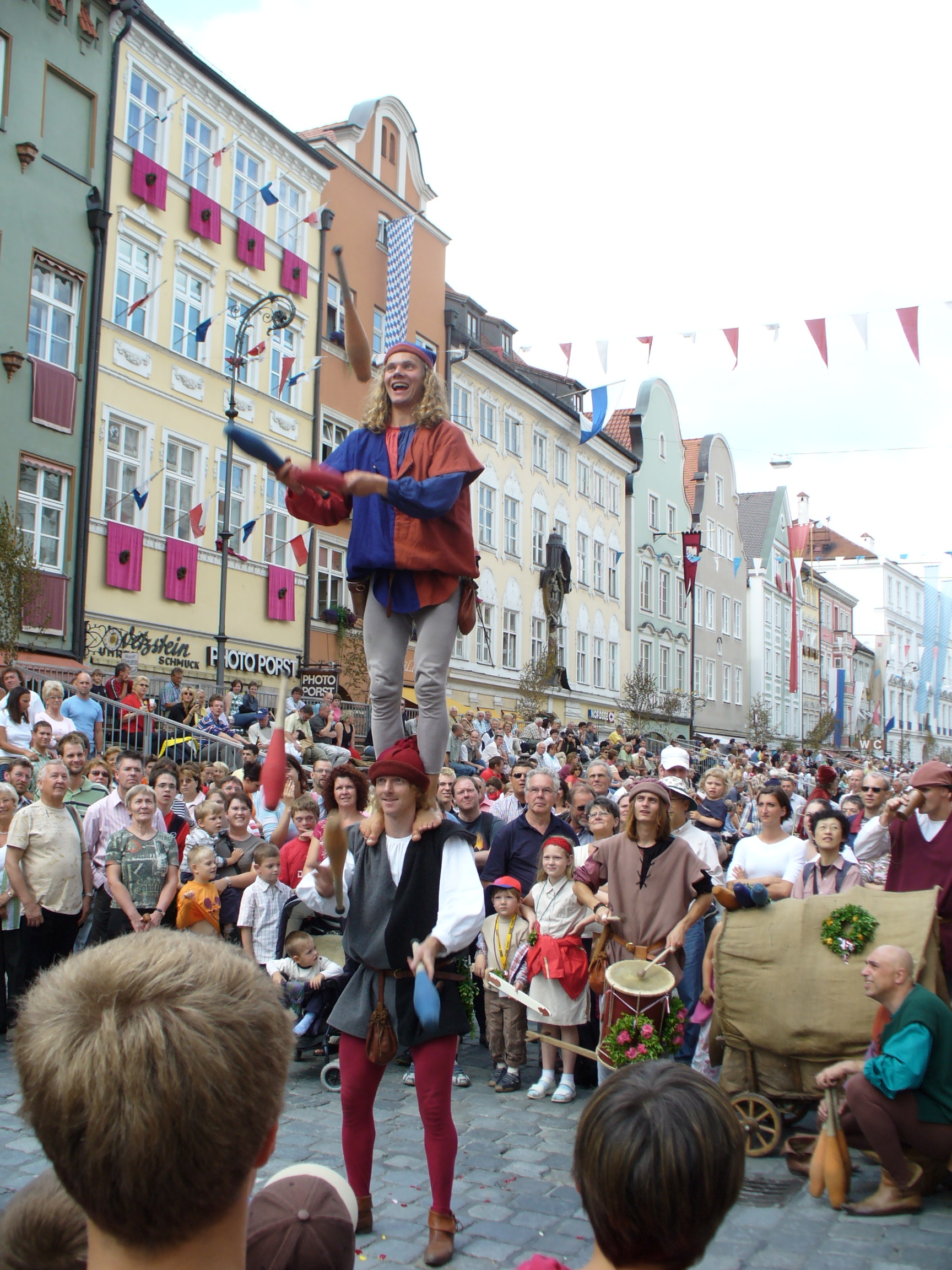
Malabarista